# Problema dial-a-ride
El problema dial-a-ride (en inglés, dial-a-ride problem) o DARP consiste en el diseño de rutas y horarios de vehículos de transporte con conductor (VTC) que especifican las paradas (llegadas y salidas) del vehículo entre el origen y el destino de {\displaystyle n\ } usuarios. El objetivo consiste en minimizar los costes de las rutas del vehículo de manera que el número de viajeros sea máximo, pero bajo ciertas restricciones. Se distinguen dos modalidades: modo estático y modo dinámico.

## Modalidades
Los servicios dial-a-ride deben operar según el modo estático (static mode) o dinámico (dynamic mode). En el static mode las paradas del vehículo se conocen de antemano mientras que en el dynamic mode las paradas se conocen a lo largo del día y las rutas del vehículo han de ir obteniéndose a tiempo real. En la práctica los DARPs dinámicos puros raramente existen ya que el conjunto de las restricciones ya se conoce de antemano.
La mayoría de los estudios sobre el DARP asume la disponibilidad de una flota homogénea de {\displaystyle m} vehículos con base en un solo almacén. Aunque esta hipótesis refleja a menudo la realidad y puede servir como una base sólida para el diseño de modelos y algoritmos, es importante darse cuenta de que existen diferentes situaciones en la práctica. Puede haber varios depósitos, sobre todo en amplias zonas geográficas y la flota, a veces, es heterogénea.

## Itinerario oscheduling
Dada una ruta {\displaystyle k=v_{0},...,v_{p},...,v_{q}} donde {\displaystyle v_{0}} y {\displaystyle v_{q}} son los depósitos inicial y final y {\displaystyle v_{k}}  los intermedios ({\displaystyle 0<k<q}), el problema del scheduling consiste en determinar el tiempo de salida y el tiempo en el que en cada vértice {\displaystyle v_{1},...,v_{q-1}} debería salir de nuevo el vehículo de manera que los tiempos en pantalla u horario (time window) se cumplan y la duración de la ruta sea mínima.
Usaremos la siguiente notación: 

{\displaystyle T_{k}}: la máxima duración de la ruta {\displaystyle k}.
{\displaystyle [e_{i},l_{i}]}: time window en el comienzo del servicio en el vértice {\displaystyle v_{i}}, entre {\displaystyle e_{i}} y {\displaystyle l_{i}}.
{\displaystyle t_{ij}}: tiempo entre {\displaystyle v_{i}} y {\displaystyle v_{j}}.
{\displaystyle d_{i}}: duración del servicio en {\displaystyle v_{i}}.
{\displaystyle A_{i}}: hora de llegada del vehículo a {\displaystyle v_{i}}.
{\displaystyle B_{i}}: hora de comienzo del servicio en {\displaystyle v_{i}}.
{\displaystyle D_{i}} : hora de salida en {\displaystyle v_{i}}.
{\displaystyle W_{i}} : tiempo de espera en {\displaystyle v_{i}}.

Si el problema de scheduling es posible, una solución, la evidente y más sencilla, es la siguiente:

{\displaystyle B_{0}=e_{0}}.
{\displaystyle B_{i}=max(e_{i},A_{i})}.
{\displaystyle i=1,...,q}.

Dicho en palabras: que el primer servicio comience a la hora prevista y que el servicio en {\displaystyle v_{i}} comience a la hora prevista, {\displaystyle e_{i}}, si el vehículo ya ha llegado al vértice {\displaystyle v_{i}}. Si todavía no ha llegado, que salga al hacerlo.
Pero reducir la duración de la ruta y disminuir el tiempo de espera puede ser ventajoso para retrasar la salida del depósito. Para ello, en cada {\displaystyle v_{i}} debemos calcular el plazo máximo que debe pasar antes de que el servicio comience, {\displaystyle F_{i}}, para que el tiempo del time window no sea violado. Se calcula como sigue

{\displaystyle F_{i}=\min _{i\leq j\leq q}\{l_{i}-(B_{i}+\sum _{i\leq m<j}(t_{p,p+1}+d_{p}))\}}